# Tobias Björnfot
Tobias Björnfot, född 6 april 2001 i Upplands Väsby, är en svensk professionell ishockeyspelare som spelat för Djurgårdens IF i SHL. Björnfot spelar för Los Angeles Kings i NHL.

## Klubblagskarriär

### NHL

#### Los Angeles Kings
Han draftades av Los Angeles Kings i den första rundan, som nummer 22 totalt, i NHL-draften 2019.